# М'ятинський заказник
М'я́тинський заказник — ентомологічний заказник місцевого значення в Україні. Об'єкт природно-заповідного фонду Рівненської області. 
Розташований у межах Гощанського району Рівненської області, біля села Підліски. 
Загальна площа 12 га, з них лісів 4,7 га, пасовищ 1 га, ярів 3,3 га, інші землі 3 га. Статус присвоєно згідно з рішенням Рівненського облвиконкому № 343 від 22.11.1983 року. Перебуває у віданні: Посягвівська сільська рада, ДП СЛАП «Гощанський держспецлісгосп» (кв. 12). 
Мета створення заказника — збереження невеликого лісового масиву з наявністю рослин, занесених до Червоної книги України, та ярів, які є місцем розмноження корисної ентомофауни. 